# Дали, Патрисия
Патрисия Дали (англ. Patricia O. Daley, Ямайка) — британский эксперт в области социально-экономической географии, политической экологии и проблем принудительного переселения, в особенности на территории Африки. Профессор социально-экономической географии Оксфорда и феллоу Колледжа Иисуса.

## Ранняя жизнь и образование
Дали родилась и выросла в сельской местности на Ямайке. В возрасте 12 лет эмигрировала в Англию. Здесь посещала школу в Хакни, Лондон, и в подростковом возрасте жила в поместье Пембери.
Дали стала первым членом семьи, который поступил в университет и учился в Мидлсекском политехническом институте, получив степень бакалавра наук. Затем она поступила в аспирантуру Голдсмитского колледжа и Школы востоковедения и африканистики, структурные подразделения Лондонского университета, получив степень магистра гуманитарных наук и сертификат о прохождении аспирантуры. Затем Патрисия перешла в Оксфордский университет, где получила степень PhD. Темой её диссертации, защищённой в 1988 году стала «Беженцы и отсталость в Африке: случай беженцев Бурунди в Танзании».

## Научная карьера
Ранее Дали преподавала в Дартмутском колледже и университете Лафборо. В 1996 году она перешла на работу в Оксфордский университет, где получила должность лектора по социально-экономической географии. После этого её перевели на работу в Пемброк-колледж. Таким образом она стала первой чернокожей женщиной, назначенной лектором в Оксфорде. Работала в колледже Иисуса в качестве куратора наставника с 1998 по 2004 год и куратора приемной комиссии с 1999 по 2002 год. В сентябре 2016 года ей было присвоено звание профессора в области социально-экономической географии. В настоящее время она является действительным членом Колледжа Иисуса, Оксфорд.

## Награды и почётные звания
В 2017 году Дали стала одной из 24 выдающихся личностей, выбранных во время написания портретов людей, связанных с учебным заведением. Её пртрет написал Бинни Мэтьюс. Сначала его выставили на временной выставке, а затем разместили на постоянной основе в экзаменационных школах Оксфордского университета. Заказ на портрет был частью проекта по дополнению существующих портретов людей, связанных с Оксфордом, которые призваны подчеркнуть «разннобразие происхождения, пола и достижений ученых, сотрудников и выпускников».
В 2020 году Дали была объявлена одним из 100 самых влиятельных людей Великобритании африканского или афро-карибского происхождения в знак признания ее вклада в образование и науку в стране.